# 6193 Manabe
A 6193 Manabe (ideiglenes jelöléssel 1990 QC1) a Naprendszer kisbolygóövében található aszteroida. Endate, K. és  Vatanabe Kazuró fedezte fel 1990. augusztus 18-án.